# Ira Sullivan
Ira Sullivan, (Washington, 1931. május 1. – Miami, Florida, 2020. szeptember 21.) amerikai dzsessztrombitás, fuvolás, szaxofonos, zeneszerző.

## Pályafutása
Sullivant apja 3 és féléves korától tanította trombitálni, anyja pedig szaxofonozni. Az 1950-es től volt aktív zenész. Gyakran dolgozott együtt Red Rodney-vel és Lin Halliday-el. Az 1950-es évek Chicagójában már olyan zenészekkel játszott, mint Charlie Parker, Lester Young, Wardell Gray és Roy Eldridge. Félelmetes bebop szólistaként hírnevet szerzett.
Miután 1956-ban rövid ideig együtt játszott Art Blakey-vel. Floridába költözött, és az 1960-as évek elején kikerült a reflektorfényből.
Az utazástól való vonakodása korlátozta lehetőségeit abban, hogy elsőrangú zenészekkel játsszon. Továbbra is csak Miami környékén játszott; gyakran iskolákban és templomokban. Az ottani fiatalabb zenészekkel, például Jaco Pastoriusszal és Pat Metheny-vel való kapcsolata vezetette a tanításhoz. Saját zenei gyökereinek kiszélesedése vezette el John Coltrane stílusához.
A fuvola és a szopránszaxofon használata okán New Yorkba költözött, és 1980-ban quintetet szervezett Red Rodney trombitásával. Sullivan és Rodney új anyagokon dolgozott, és fiatal tehetségeket mentorált.
Sullivan régi barátjával, Stu Katz-cal, (zongorista és vibrafonista) több estés fellépéseket szerveztek a chicagói „Joe Segal The Jazz Showcase” előadásain. Néhány ilyen fellépésről 2011-ben egy élő felvétel jelent meg („A Family Affair: Live At Joe Segal's Jazz Showcase”). Minden nyáron tanított a Fiatal Zenészek Táborában a Miami Egyetemen. Ira Sullivan zenei szignáldarabja az „Amazing Grace” volt, amellyel évtizedeken át minden előadását zárta. 2020. szeptember 21-én halt meg hasnyálmirigyrákban, miami otthonában, 89 évesen. A Sullivan halálát követő héten a dzsesszközösség elkészítette a „Love Letter to Ira Sullivan” című válogatást, amely az „Amazing Grace” több mint negyven előadásból van szerkesztve.

## Albumok
- Blue Stroll (1961)
- Bird Lives! (1963)
- Horizons (1967)
- Nicky's Tune (1970)
- Ira Sullivan (1976)
- Ira Sullivan (Flying Fish album) (1978)
- Peace (1978)
- The Incredible Ira Sullivan (1980)
- Multimedia (1982)
- Ira Sullivan Does It All (983)
- Strings Attached  (1983)
- The Breeze and I; with Joe Diorio (1994)
- After Hours (2000)
- A Family Affair; with Stu Katz (2011)